# Лысогорский Успенский монастырь
Лысогорский Успенский монастырь — православный женский монастырь в селе Троицкое (ранее Троицкий Юрт) Новохопёрского района, Воронежской области в России. В настоящее время не действует.

## История

### Основание
Женская православная община была основана в 1860-е годы в урочище «Лысая гора» (позднее известна как «Монастырская»). Предание связывает эту гору с некогда, местом размещения шайки разбойников во главе с атаманом по прозвищу «Пугач», промышлявшей грабежами на дороге по пути в Тамбов. В конце 1860-х около двадцати женщин села Троицкое испросило у односельчан 25 десятин земли в двух верстах от села (в 170 верстах от города Воронеж и в 20 верстах от города Новохопёрск) для устроения монашеского общежития.
В 1878 году жена отставного рядового Хиония Емельяновна Пашкова, принявшая на себя труды по устройству общины, получила у епископа Воронежского Серафима разрешение на устроение Успенской деревянной церкви. На тот период в Новохоперском уезде и в соседних с ним уездах Бобровском и Богучарском отсутствовали монастыри, в связи с чем прошение было удовлетворено и 19 декабря 1879 года крестьянами пожертвовано в пользу устрояющегося монастыря 50 десятин земли и около 30 десятин в урочище «Ласточка». Вторично решение было подтверждено 7 ноября 1887 года, определив означенную землю выкупить из казны. По данной сделке совершенной Воронежским нотариусом Нестеровым 3 мая 1889 года и утвержденной старшим нотариусом того же мая 17 числа, в собственность общины от крестьян села поступило в названных участках всего земли 76 десятин 1148 саженей. Из коей удобной 68 десятин 1972 сженей и неудобной 7 десятин 1576 саженей. Кроме земли пожертвованной местными крестьянами, в 1884 году была куплена за 4 тысячи рублей земля в количестве 218 десятин и 272 сажени в Хопёрском округе земли Войска Донского при реке Кардаил, стараниями и на средства вдовы Козловского купца Варвары Александровны Иловайской, жены отставного рядового Хионии Емельяновны Пашковой и крестьянки села Калмык Новохоперского уезда Ксении Корнеевны Хныкиной, живущими в зарождающейся общине. В сентябре 1885 года, упоминаемые женщины выразили своё желание о пожертвовании купленной ими земли в количестве 218 десятин в прошении, поданном епархиальному начальству. К этому времени в существовавшей уже деревянной церкви в честь Успения Божией Матери был устроен придельный престол во имя Святителя Митрофана Воронежского, освященный 2 сентября 1884 года, а для совершения Богослужений назначен заштатный священник Семен Григорьевский. Главный престол во имя Успения Божией матери был освящен в октябре 1889 года.
В описании Воронежских епархиальных ведомостей за 1890 год говорилось, что «двухпрестольная Успенская церковь устроена крестообразно, прочна, светла и довольно вместительна (около 200 аршин), внутри оштукатурена и окрашена, в холодное время отапливается. Церковной утварью, ризницей и богослужебными книгами снабжена достаточно. К ценным вещам в ризнице, впрочем, можно отнести только богослужебные сосуды и Евангелия. Сосудов в церкви имеется четыре, из коих в первом серебряном с позолотой весу более семи фунтов, во втором пять фунтов с золотниками и два малых сосуда весом по полфунта в каждом. Евангелий пять, из них четыре большого размера, в лист, и одно малого в четверть листа. Из больших Евангелий два довольно ценных,- именно одно с серебряными вызолоченными досками, кованной чеканной работы, а другое в бархатном переплете с серебряной позолоченной оправой. Остальные три Евангелия в бронзовой позолоченной оправе. Вокруг церкви расположены главные помещения общины. Жилые для сестер и дом для священника, всего число 12. Из них 9 строений из нового, главным образом дубового, а остальные из старого, но ещё крепкого также дубового леса. Все здания на каменных фундаментах и под железными крышами. У подножия горы построены три пятистенка для рабочих под соломенными крышами каждый о двух просторных комнатах. Помимо этого выстроены ещё две избы, баня, кухня, четыре рубленных амбара для ссыпки зерна, сараи, конюшни, ледники, амшенник для пчел и прочее. Доходы общины от обработки земли и иных статей, просчитанные в среднем за пять лет, простираются до 5 тысяч рублей серебром. Содержание штатного священника при церкви общины обеспечено жалованием в 300 рублей в год, при готовом помещении, содержании и прислуге».
Монастырь был открыт 25 сентября 1890 года епископом Воронежским и Задонским Анастасием в сослужении с кафедральным протоиереем И. Адамовым, двумя благочинными священниками Федотовым и Аполлосовым и местным священником Абрамовым. На тот период в обители проживало около 60 человек. В 5 часов утра начиналась утрення, по окончании её совершалась Божественная Литургия, оканчивающаяся к 10 часам утра. С 10 до 11 часов сестры исполняют каждая свое послушание. В 11 часов по колоколу собираются в трапезную, где перед обедом и после него поют соответствующие псалмы и молитвы, а во время трапезы одной из сестер читается по четьи-минее житие дневного святого. По окончании трапезы до 16 часов сестры исполняют свои послушания. В 16 часов совершается вечерня и после неё не выходя из церкви читается правило с канонами Спасителю, Божией матери, Ангелу Хранителю и Акафист Спасителю. В 20 часов по колоколу все собирались в церковь для чтения молитвы на сон грядущий, при этом читался акафист Божией Матери.
В «Памятной книжке Воронежской губернии» за 1901 год сообщается, что Успенская старая церковь была куплена в селе Красный Лог за 1500 рублей и по преданию была освящена самим святителем Митрофаном Воронежским. Иконостас для этой церкви был пожертвован жителями села Поворино.
В 1894 году обитель была утверждена в статусе общежительного монастыря.
К началу XX века в Лысогорском женском Успенском монастыре проживало 98 насельниц: 23 монахини, 19 признанных послушниц и 56 непризнанных. В монастыре имелось 28 кирпичных домов, предназначенных для келий. Кроме огородов, монахини занимались разведением скота. Пуховых коз в Троицкое завезли именно они, от них здесь началось вязание платков и косынок. При монастыре действовала школа.

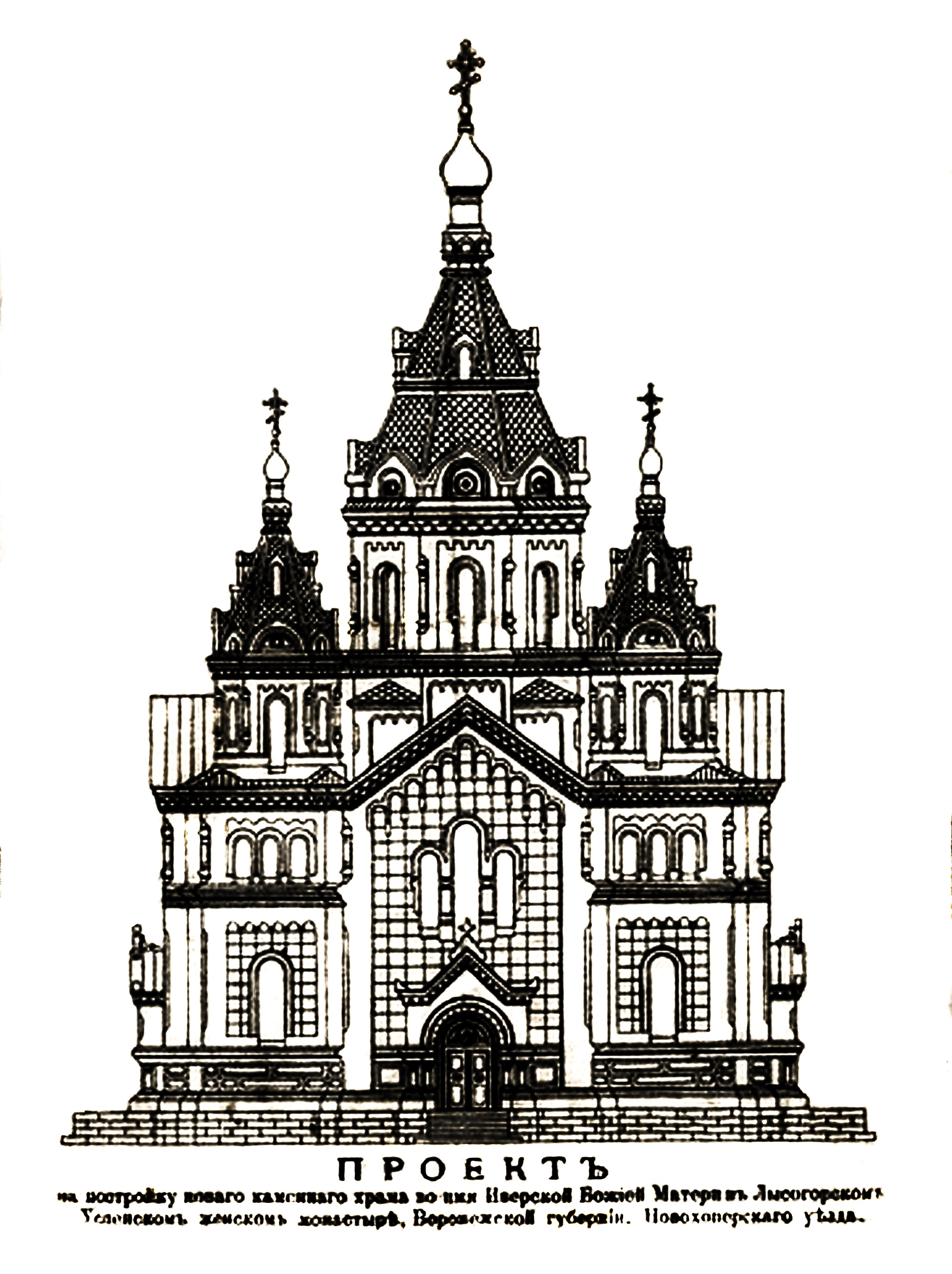
Проект на постройку храма в честь Иверской иконы Божией матери в Лысогорском Успенском монастыре, села Троицкий Юрт.

В начале XX века в монастыре был возведен новый каменный храм во имя Иверской Божией Матери (заложен 17 сентября 1901 года епископом Анастасием на расстоянии около 15 сажен к северу от старого Успенского храма). Храм предполагается каменный, трехпрестольный: главный престол в честь Иверской иконы Божией матери, с южной сторны — Живоначальной Троицы, с северной — Всех святых. Проект храма составлен епархиальным архитектором И. Н. Афанасьевым.
4 ноября 1907 года, при игуменьи Серафиме, монастырь был ограблен шайкой разбойников, о чём сообщалось в газете «Руское слово».

### После революции
После революции монастырь непродолжительное время продолжал действовать. С 1922 года он стал считаться трудовой общиной. Здесь выращивали зерно, служившее и пропитанием, и обменным фондом, и средством уплаты большого налога. Из 600 пудов, собранных в 1927 году, 390 пудов забрало государство, 110 осталось на посев и только 100 пудов — на собственные нужды. Сестры специально отменили общую трапезу, распределяли зерно каждой отдельно. Большинство стало существовать на выручку от рукоделия и подаяния. Когда Новохоперским РЦИКом было вынесено решение о закрытии общины, то насельницам разрешили взять собой только личные вещи.
А в 1930 году храм на горе взорвали. Монастырские строения пошли на строительство школ и ферм. Из щебня, образованного от взрыва, построили дорогу.

## Настоятельницы

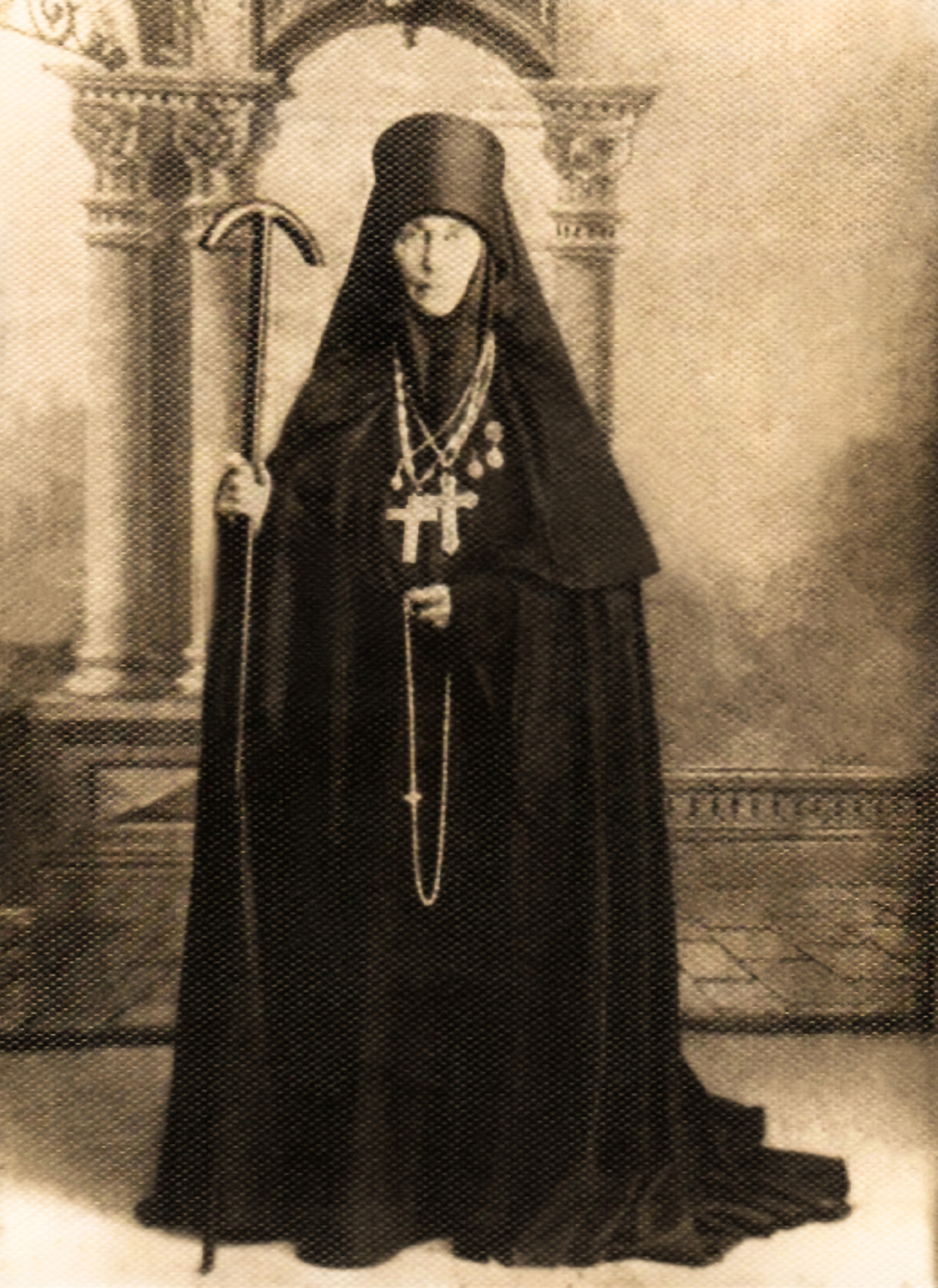
Игуменья Лысогорского Успенского женского общежительного монастыря. Евграфа.

В 1883 году попечительница обители Хиония Емельяновна Пашкова сложила с себя полномочия по управлению общиной и 12 июня 1884 года должность строительницы монастыря перешли к купеческой вдове Варваре Александровне Иловайской (мать известного историка Дмитрия Ивановича Иловайского, в 1891 году она была пострижена в монашество с именем Анатолия, а скончалась в 1899 году и погребена при церкви этой обители).
В ноябре 1885 года епископом Воронежским Серафимом (Аретинским) духовное руководство общиной было поручено монахине Воронежского Покрово-девичьего монастыря Арсении (в марте 1887 года по слабости здоровья была уволена в свой прежний монастырь).
11 апреля 1888 года переведенная из Знамено-Сухотинского монастыря, Тамбовской епархии монахиня Евграфа (в миру девица Жогова, из жительниц села Троицкий Юрт) была назначена строительницей обители. 25 сентября 1890 года она была назначена первой настоятельницей, а 10 марта 1895 года возведена в сан игуменьи.

## Храмы монастыря
С начала основания обители: 1) Церковь в честь Успения Божией матери, деревянная. Перевезена в монастырь из села Красный лог в 1878 году. Выстроена на новом месте в 1884 году, освящена в 1889 году, перестроена в 1895. Придел во имя Св. Митрофана Воронежскогоо. 2) Храм Иверской иконы Божией матери трехпрестольный, каменный. Главный престол, в честь Иверской иконы Божией матери. С южной стороны престол Живоначальной Троицы. С северной стороны, престол всех Святых. Заложен в 1901 году, 18 сентября, построен, но не расписан и не освящен. Оба храма после закрытия монастыря разрушены вместе со всеми постройками в 1930 году.

## Святыни монастыря
Древняя икона Спасителя в терновом венце. Боголюбская икона Божией Матери работы Пасека.